# Rosmalen Open 2025 - Qualificazioni singolare maschile
Le qualificazioni del singolare del Rosmalen Open 2025 sono state un torneo di tennis preliminare per accedere alla fase finale della manifestazione. I vincitori dell'ultimo turno sono entrati di diritto nel tabellone principale. In caso di ritiro di uno o più giocatori aventi diritto a questi sono subentrati i lucky loser, ossia i giocatori che hanno perso nell'ultimo turno ma che avevano una classifica più alta rispetto agli altri partecipanti che avevano comunque perso nel turno finale.

## Teste di serie
1. Adam Walton (primo turno)
2. Reilly Opelka (ultimo turno)
3. Mackenzie McDonald (qualificato)
4. Adrian Mannarino (ultimo turno)

1. Alexander Blockx (qualified)
2. James McCabe (primo turno)
3. Guy den Ouden (ritirato)
4. Mark Lajal (qualificato)

## Qualificati
1. Daniel Evans
2. Mark Lajal

1. Mackenzie McDonald
2. Alexander Blockx

## Tabellone

### Legenda
| - Q = Qualificato - WC = Wild card - LL = Lucky loser | - ALT = Alternate - SE = Special Exempt - PR = Protected Ranking | - w/o = Walkover - r = Ritirato - d = Squalificato |

### Sezione 1
|  | Primo turno | Primo turno     | Primo turno     | Primo turno | Primo turno |  |  | Ultimo turno | Ultimo turno    | Ultimo turno | Ultimo turno | Ultimo turno |  |
|  |             |                 |                 |             |             |  |  |              |                 |              |              |              |  |
|  | 1           | Adam Walton     | 2               | 6           | 3           |  |  |              |                 |              |              |              |  |
|  |             | Daniel Evans    | 6               | 2           | 6           |  |  |              | Daniel Evans    | 6            | 65           | 6            |  |
|  | WC          | Mees Röttgering | Mees Röttgering | 6           | 6           |  |  | WC           | Mees Röttgering | 3            | 7            | 2            |  |
|  | Alt         | Jelle Sels      | Jelle Sels      | 4           | 2           |  |  |              |                 |              |              |              |  |

### Sezione 2
|  | Primo turno | Primo turno      | Primo turno      | Primo turno | Primo turno |  |  | Ultimo turno | Ultimo turno  | Ultimo turno  | Ultimo turno | Ultimo turno |  |
|  |             |                  |                  |             |             |  |  |              |               |               |              |              |  |
|  | 2           | Reilly Opelka    | Reilly Opelka    | 6           | 7           |  |  |              |               |               |              |              |  |
|  |             | Denis Yevseyev   | Denis Yevseyev   | 1           | 6           |  |  | 2            | Reilly Opelka | Reilly Opelka | 63           | 3            |  |
|  |             | Corentin Denolly | Corentin Denolly | 2           | 1           |  |  | 8            | Mark Lajal    | Mark Lajal    | 7            | 6            |  |
|  | 8           | Mark Lajal       | Mark Lajal       | 6           | 6           |  |  |              |               |               |              |              |  |

### Sezione 3
|  | Primo turno | Primo turno        | Primo turno        | Primo turno | Primo turno |  |  | Ultimo turno | Ultimo turno       | Ultimo turno       | Ultimo turno | Ultimo turno |  |
|  |             |                    |                    |             |             |  |  |              |                    |                    |              |              |  |
|  | 3           | Mackenzie McDonald | Mackenzie McDonald | 6           | 6           |  |  |              |                    |                    |              |              |  |
|  |             | Ryan Peniston      | Ryan Peniston      | 3           | 3           |  |  | 3            | Mackenzie McDonald | Mackenzie McDonald | 7            | 6            |  |
|  | WC          | Thijs Boogaard     | 7                  | 4           | 7           |  |  | WC           | Thijs Boogaard     | Thijs Boogaard     | 64           | 1            |  |
|  | 6           | James McCabe       | 63                 | 6           | 64          |  |  |              |                    |                    |              |              |  |

### Sezione 4
|  | Primo turno | Primo turno           | Primo turno           | Primo turno | Primo turno |  |  | Ultimo turno | Ultimo turno     | Ultimo turno | Ultimo turno | Ultimo turno |  |
|  |             |                       |                       |             |             |  |  |              |                  |              |              |              |  |
|  | 4           | Adrian Mannarino      | Adrian Mannarino      | 6           | 6           |  |  |              |                  |              |              |              |  |
|  | Alt         | Daniel Dutra da Silva | Daniel Dutra da Silva | 1           | 1           |  |  | 4            | Adrian Mannarino | 3            | 6            | 6            |  |
|  |             | Max Houkes            | Max Houkes            | 2           | 0           |  |  | 5            | Alexander Blockx | 6            | 3            | 7            |  |
|  | 5           | Alexander Blockx      | Alexander Blockx      | 6           | 6           |  |  |              |                  |              |              |              |  |